# Palù (paesaggio)

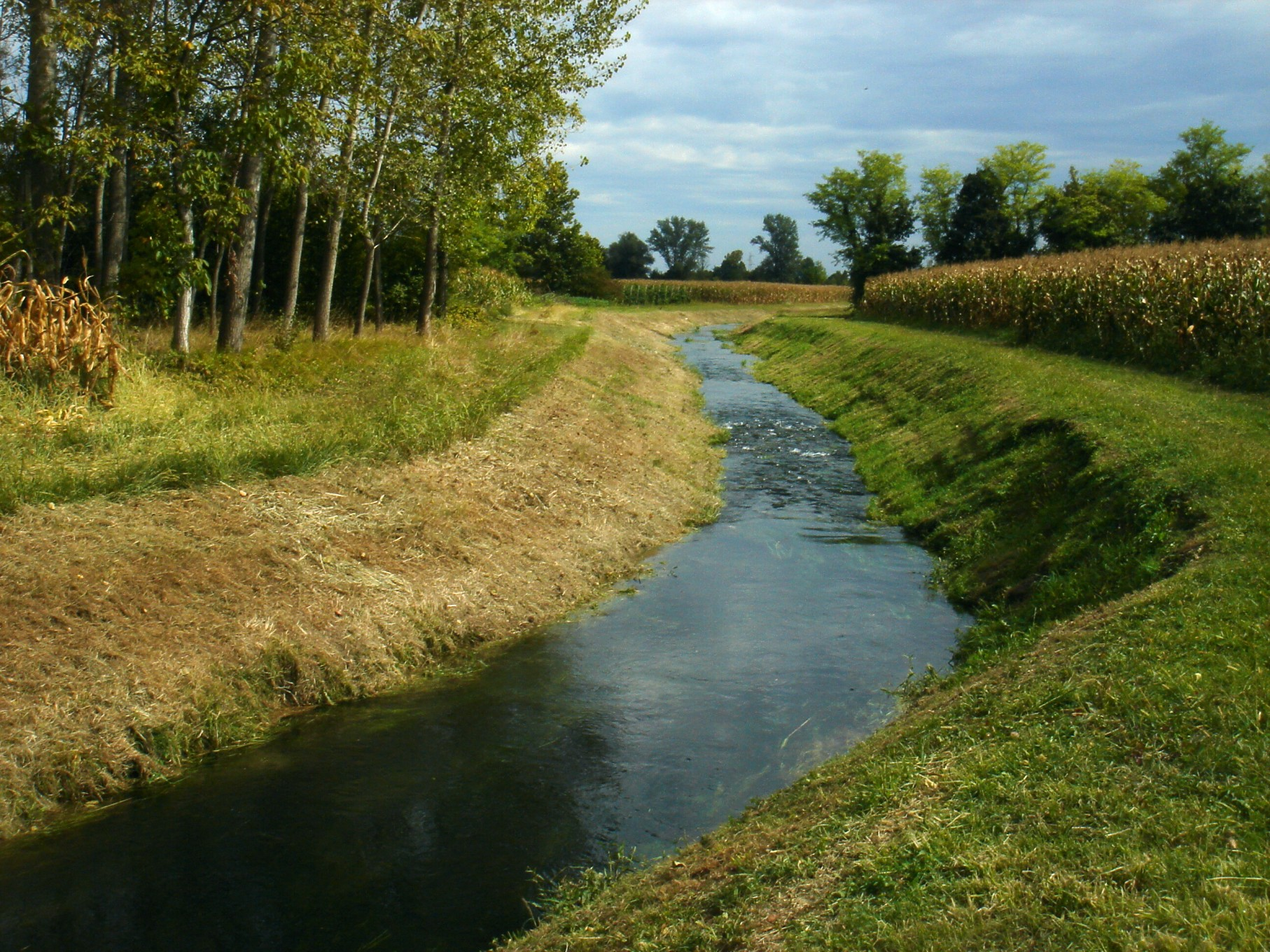
Area agricola presso i palù di Zoppè (San Vendemiano), (a pochi metri dal passaggio dell'A28)

I palù sono paesaggi naturali tipici di alcune aree pianeggianti tra Veneto orientale e Friuli.
Il termine palù, di antichissima tradizione in diverse aree, è un plurale metonimico che definisce le aree acquitrinose, umide e prative dove cresce il palù, termine singolare che definisce popolarmente un'erba appartenente al genere carex.

## Caratteristiche
I palù sono aree di risorgiva, di grande fertilità ma inadatte al lavoro agricolo: in passato sono state luoghi di raccolta, ma tenute sempre ai margini, in quanto inabitabili, impenetrabili se non per manutenzione o per portarne fuori palù (carex) e legname, data la presenza di zone boschive e di siepi attorno ai prati.
I palù hanno sede in aree di dimensioni piuttosto contenute, dislocate ai margini di aree agricole, perlopiù nella fascia mediana della pianura veneto-friulana, dove le acque sotterranee, scendendo dalle prealpi, incontrano un limite argilloso oltre il quale non possono andare, costrette così a emergere in polle di risorgiva.

## Diffusione
Di seguito si riportano le aree di diffusione dei palù, secondo la catalogazione dell'antropologa Nadia Breda:
- area tra i fiumi Livenza e Monticano: comuni di San Vendemiano, San Fior, Codognè, Godega di Sant'Urbano, Orsago e Sacile[3]
- palù di Cordignano[4]
- area del Quartier del Piave[5]
- Palughetto del Cansiglio[6]

## Ipalùe l'autostrada A28

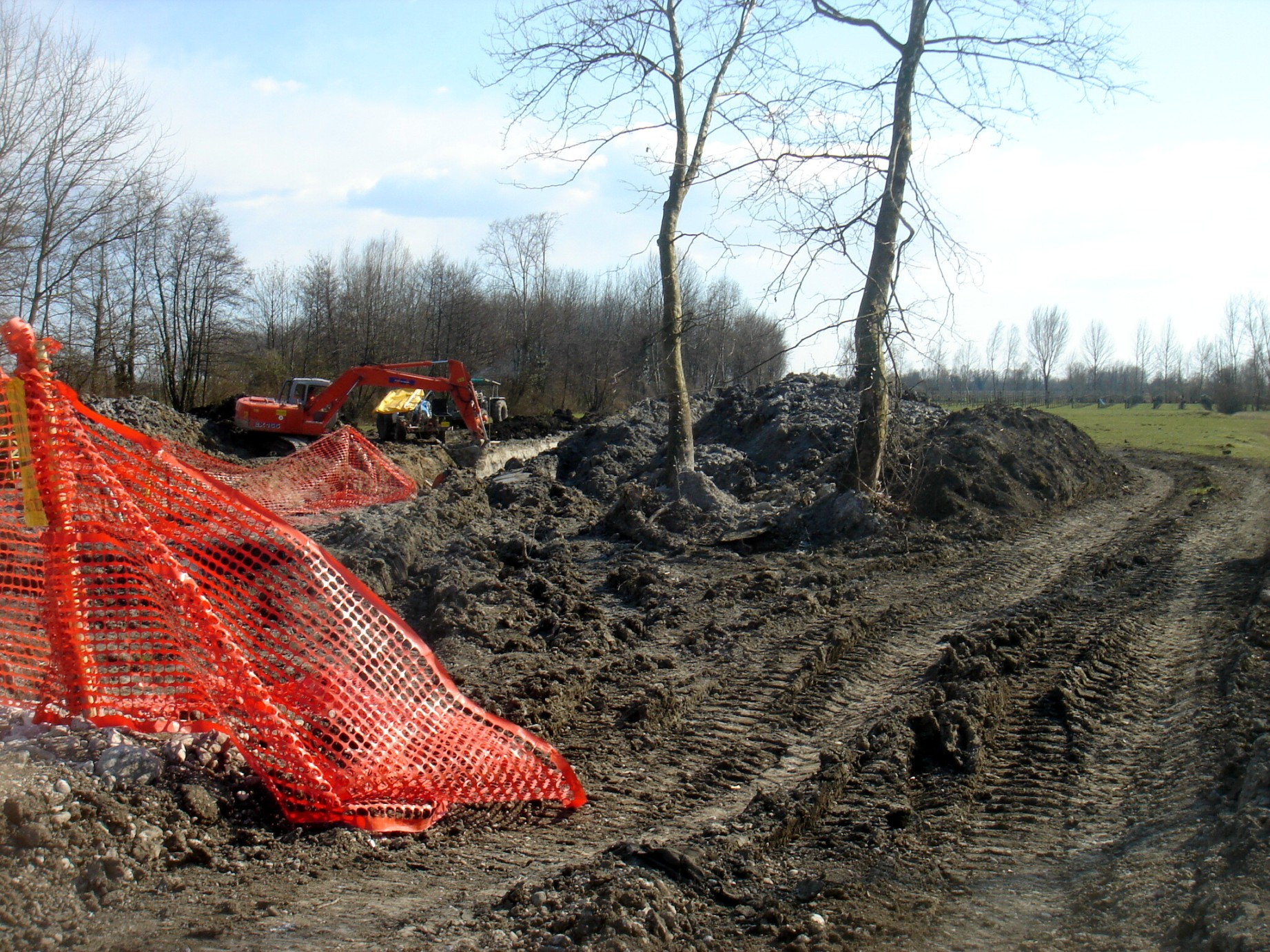
Un cantierie nell'area palù a San Fior di Sotto, durante i lavori per l'A28 (2009)

Parte dei palù, quella tra Livenza e Monticano, è stata oggetto di lunghe battaglie tra i difensori dell'ecosistema in questione e i costruttori dell'autostrada A28: dopo un ultradecennale lotta che ha visto le vittorie della fazione ambientalista negli anni novanta, l'ultimo tratto dell'autostrada (Sacile-Conegliano) è stato completato nel 2010.